# Takao Kobayashi
Takao Kobayashi (japonès: 小林 隆男, Kobayashi Takao) (Japó, 1961) és un astrònom afeccionat i professor japonès que actualment treballa a l'Observatori d'Ōizumi.
Ha descobert més de dos mil asteroides per mitjà de la tecnologia CCD, incloent-hi els asteroides Amor 7358 Oze, (23714) 1998 EC₃, (48603) 1995 BC₂ i uns nou asteroides troians. Va descobrir el cometa periòdic P/1997 B1 (Kobayashi), que originalment va descriure com un asteroide.
L'asteroide 3500 Kobayashi deu el seu nom a aquest astrònom.